# Agrostis cernua
Agrostis cernua é uma espécie de gramínea do gênero Agrostis, pertencente à família Poaceae.